# Genís Roca
Genís Roca (Gerona, 1966) es un experto en procesos de transformación empresarial, desarrollo de negocio y cultura digital. Es Presidente de la Fundación Puntcat desde 2021.

## Trayectoria
Es arqueólogo, licenciado en Historia por la Universidad Autónoma de Barcelona, y MBA por ESADE.
Cofundador de la consultora Roca-Salvatella, ha trabajado en proyectos por internet en los últimos 30 años.
Comenzó su carrera como responsable de microinformática en la Universidad Autónoma de Barcelona, en los años 90. Posteriormente se incorporó al equipo de gestión de la UOC. Durante la década de 2000 se especializó en consultoría, primero como director general de Infonomía y a partir de 2008 con su propia empresa, Roca Salvatella.
Forma parte de los órganos de gobernanza de diversas instituciones, entre las que se encuentran el RACC, el Museo Picasso de Barcelona, la Fundación Barcelona Music Lab, la Escuela Superior de Diseño de Sabadell, las Escuelas Garbí o el Consell de Vint del Consulado de Mar, entre otros. Previamente también ha formado parte de órganos de gobernanza de entidades como el Grupo Enciclopedia Catalana, la Mobile World Capital Barcelona, o de GVC Gaesco. En 2017 presentó una candidatura a la presidencia del Ateneo Barcelonés. También ha colaborado con la Generalidad de Cataluña y el Ayuntamiento de Barcelona, formando parte de varios consejos asesores.
A nivel académico, ha colaborado con la Universidad Pompeu Fabra como profesor en varios másteres y como director académico de un posgrado en transformación digital. Como comunicador, colabora habitualmente con varios medios de comunicación, como RAC1, La Vanguardia o Via Empresa, entre otros.
En enero de 2021 fue elegido presidente de la Fundación puntCat.

## Publicaciones
- 2015- Big data para directivos (con Albert Solana) [ISBN 978-84-92921-17-1][4]
- 2015 - Las nuevas tecnologías en niños y adolescentes. Guía para educar saludablemente en una sociedad digital (editor). Editorial Hospital de Sant Joan de Deu B –9728-2011
- 2007 - Web 2.0 (con Antonio Fumero) M-15478-2007

## Premios y reconocimientos
- El 2013 y 2014 fue escogido uno de los 25 españoles más influyentes a Internet por el diario El Mundo.[5]
- 2017 fue escogido Referente Digital E-Tech 2017 por la AENTEC.[6]
- 2022 - Fue nombrado Talento Digital 2022 por la Fundación Gresol.[7]